# Hafiz Ahmed Aga Könyvtár
A Hafiz Ahmed Aga Könyvtár Rodosz város világörökségi óvárosának egyik legszebb muszlim emléke, a Szulejmán-mecsettel szemben lévő csendes udvarban található.

## Alapítója
Hafiz Ahmed aga egy előkelő rodoszi ottomán családból származott. Asgourouban (törökül Uzgur Köyü), a mai Rodosz városának központjától néhány kilométerre délre született, a 18. század második felének elején. Tanulmányait a szultáni udvarban végezte és később ott is ért el magas rangot. Főlovászmesterként vonult vissza 1789-ben, de néhány évvel később újra megbízást kapott a szultántól: az évente Mekkába küldött szultáni ajándékokat szállító küldöttség tagja lett a mekkai helyi uralkodónak, a serifnek(en) szánt díszruhák felelőseként. Egyik ilyen útja során halt meg 1800-1802 körül.

## Gyűjteményei
Hafiz Ahmed aga, mint a szultáni udvar magas tisztviselője és dúsgazdag személyiség, tenni akart valamit szülőhazájáért és ezért alapította 1793-ban a közkönyvtárat Rodosz írástudó török lakossága számára. A mintegy 2000 kézírásos kötet az akkori  tudományok minden területét átfogta. A könyvtár használatához az arab nyelv ismerete is szükséges volt, ezért a két könyvtáros – az alapító által biztosított külön fizetségért – arab nyelvet is oktatott a helyi török fiatalok számára. Az alapító azt is megszabta, hogy a mindenkori könyvtárosok és a két őr meg a két ajtónálló anyagi felelősséggel tartoznak a könyvek megőrzéséért. Mára az eredeti 1995 darabos gyűjteményből 1256 példány maradt meg.
Az intézmény legértékesebb kincsei közé tartozik a kézírásos Koránok egy gazdag kollekciója, köztük egy példány 1540-ből, az 1522-es ostrom története, valamint miniatúrákkal díszített perzsa kéziratok.
A könyvtárban számos Rodoszt ábrázoló régi térkép és metszet is ki van állítva.

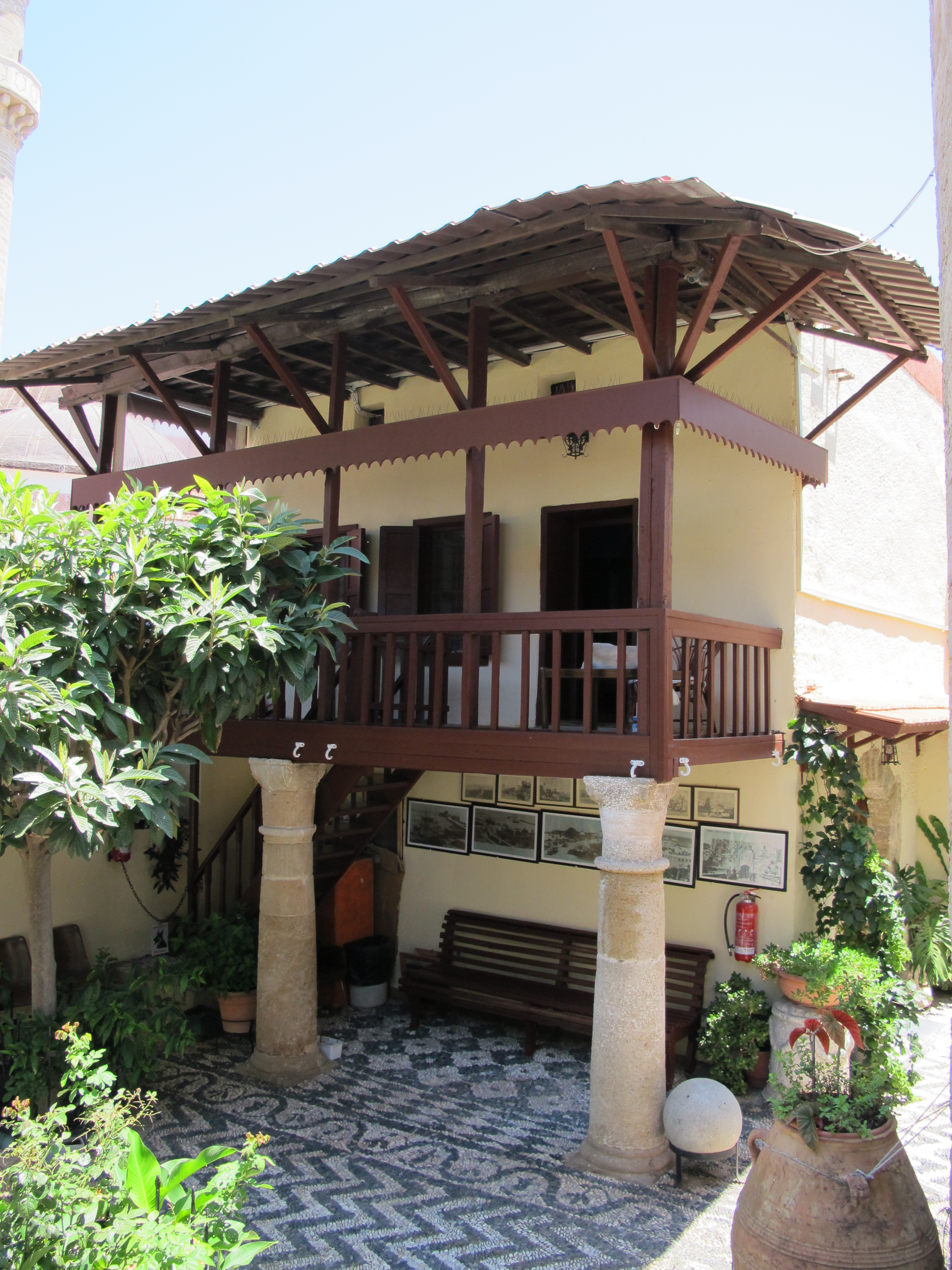
Udvar, melléképület, metszetek a falon
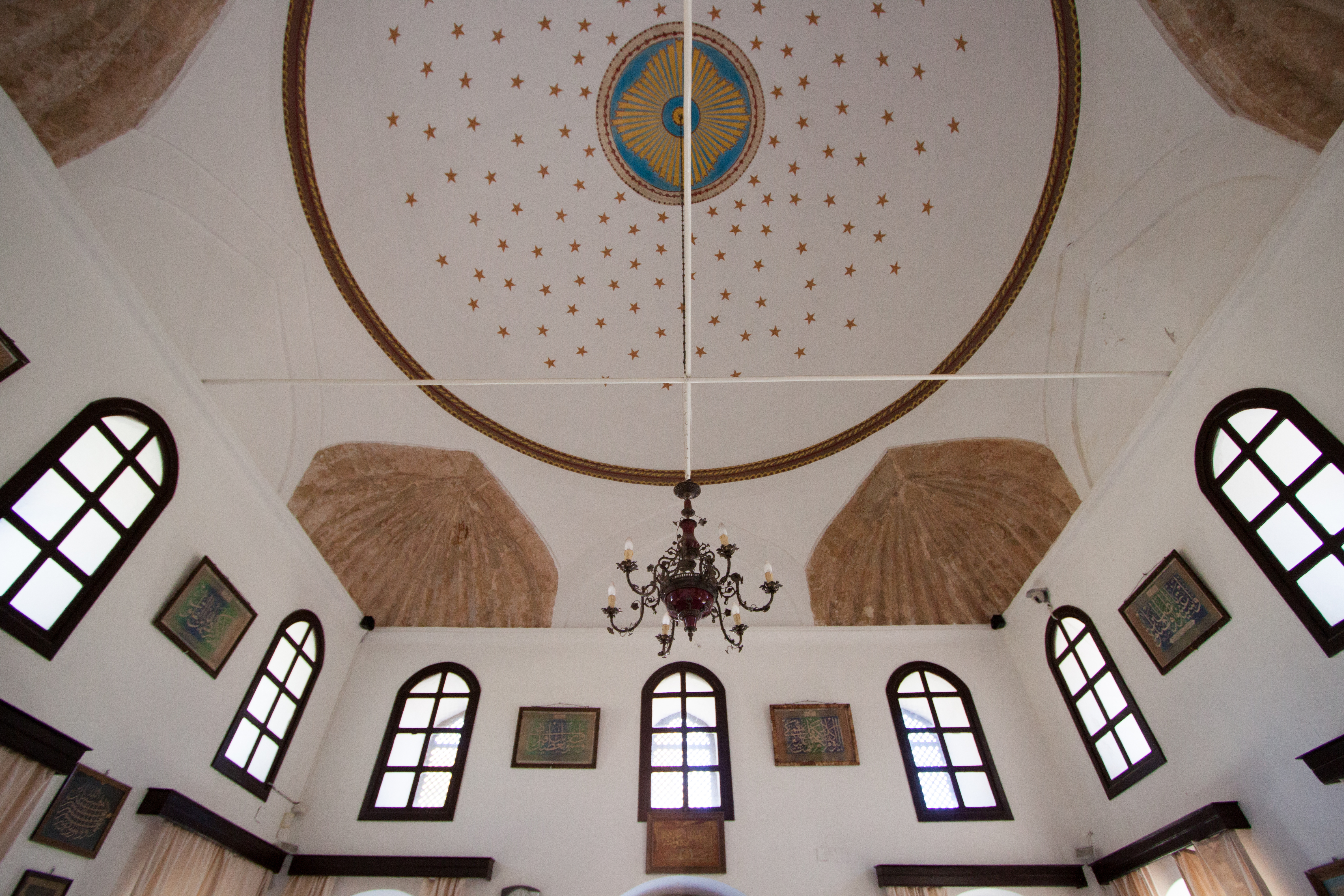
A könyvtár mennyezete
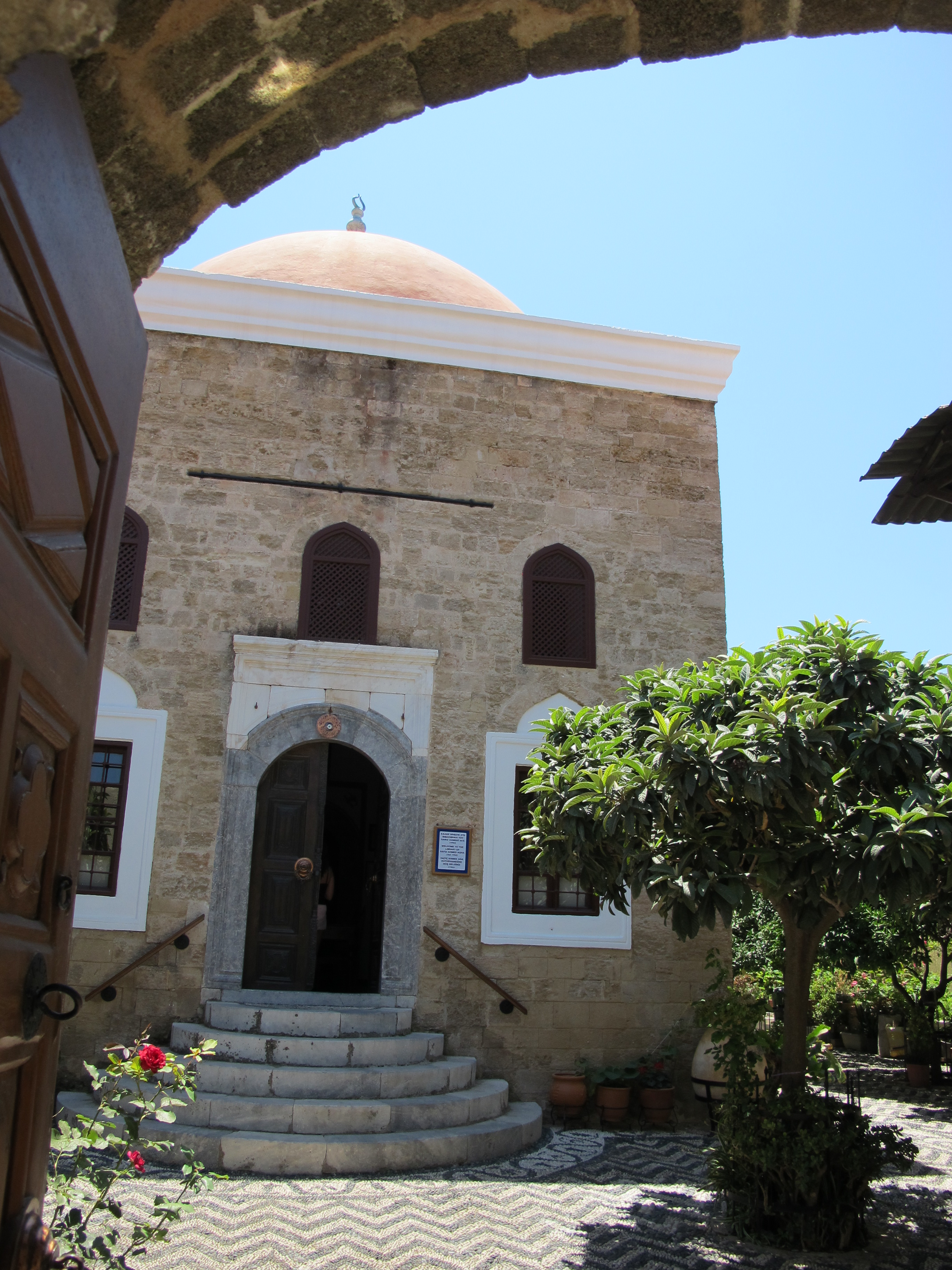
A főépület
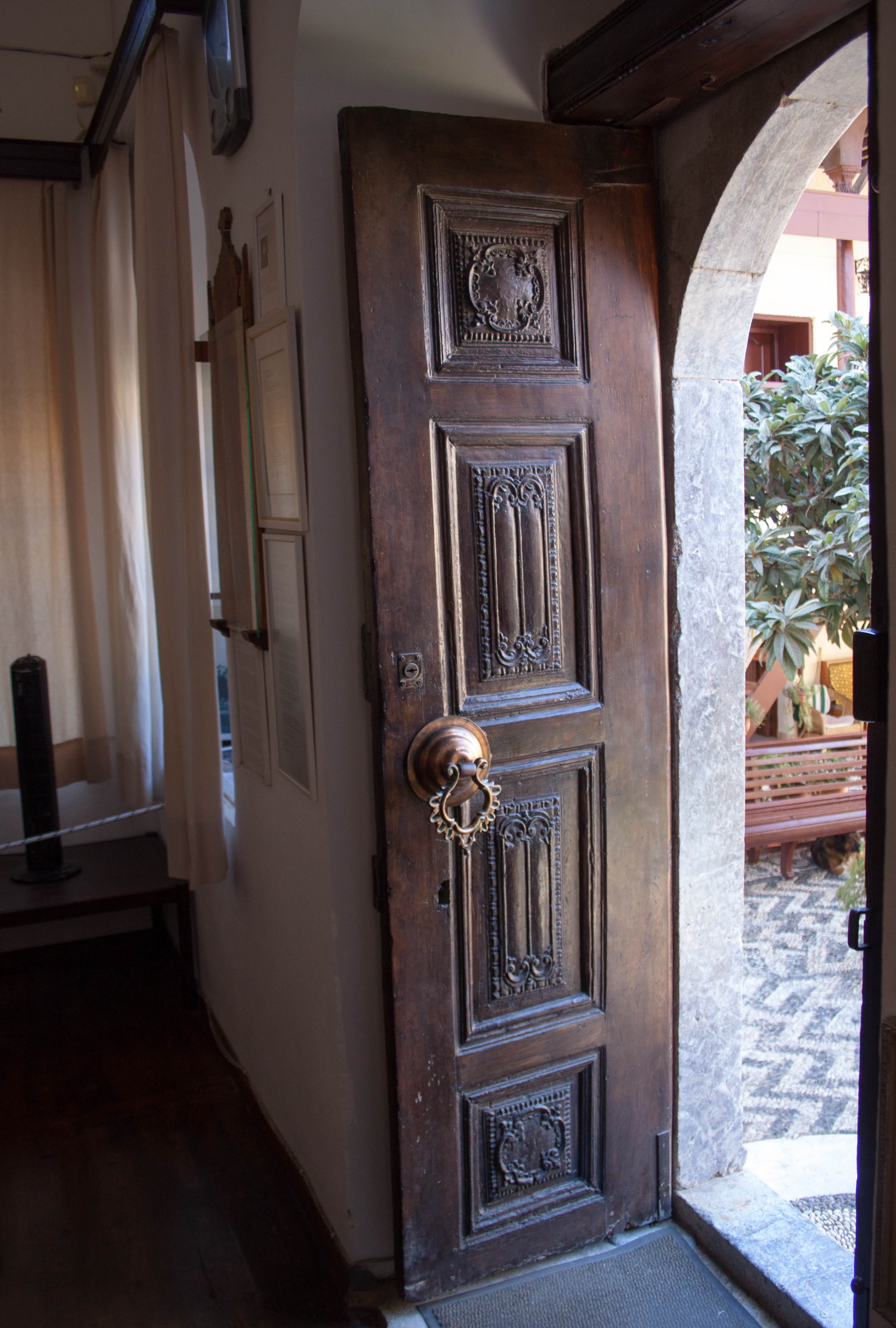
A patinás bejárati ajtó
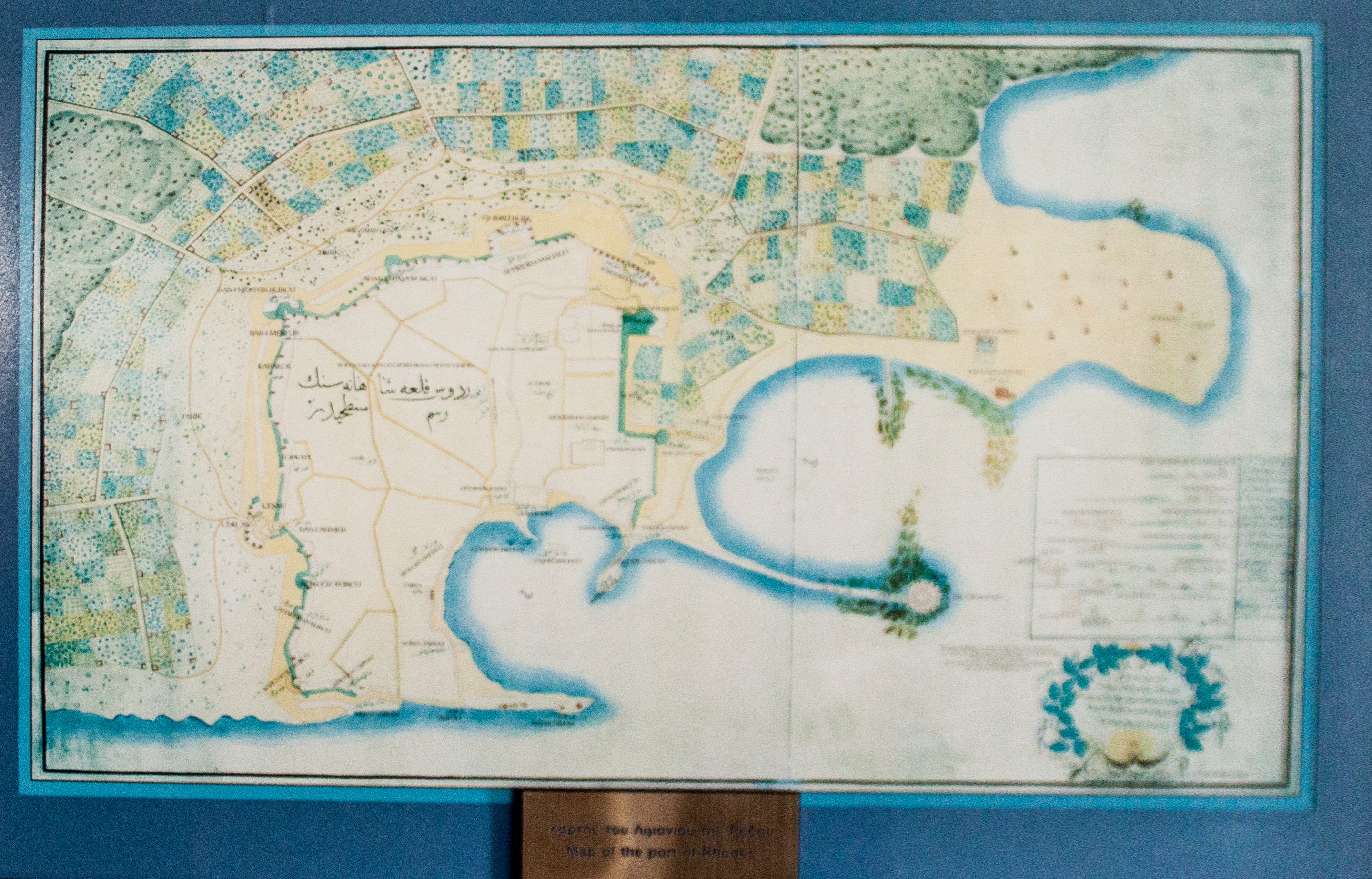
Rodosz kikötőjének térképe
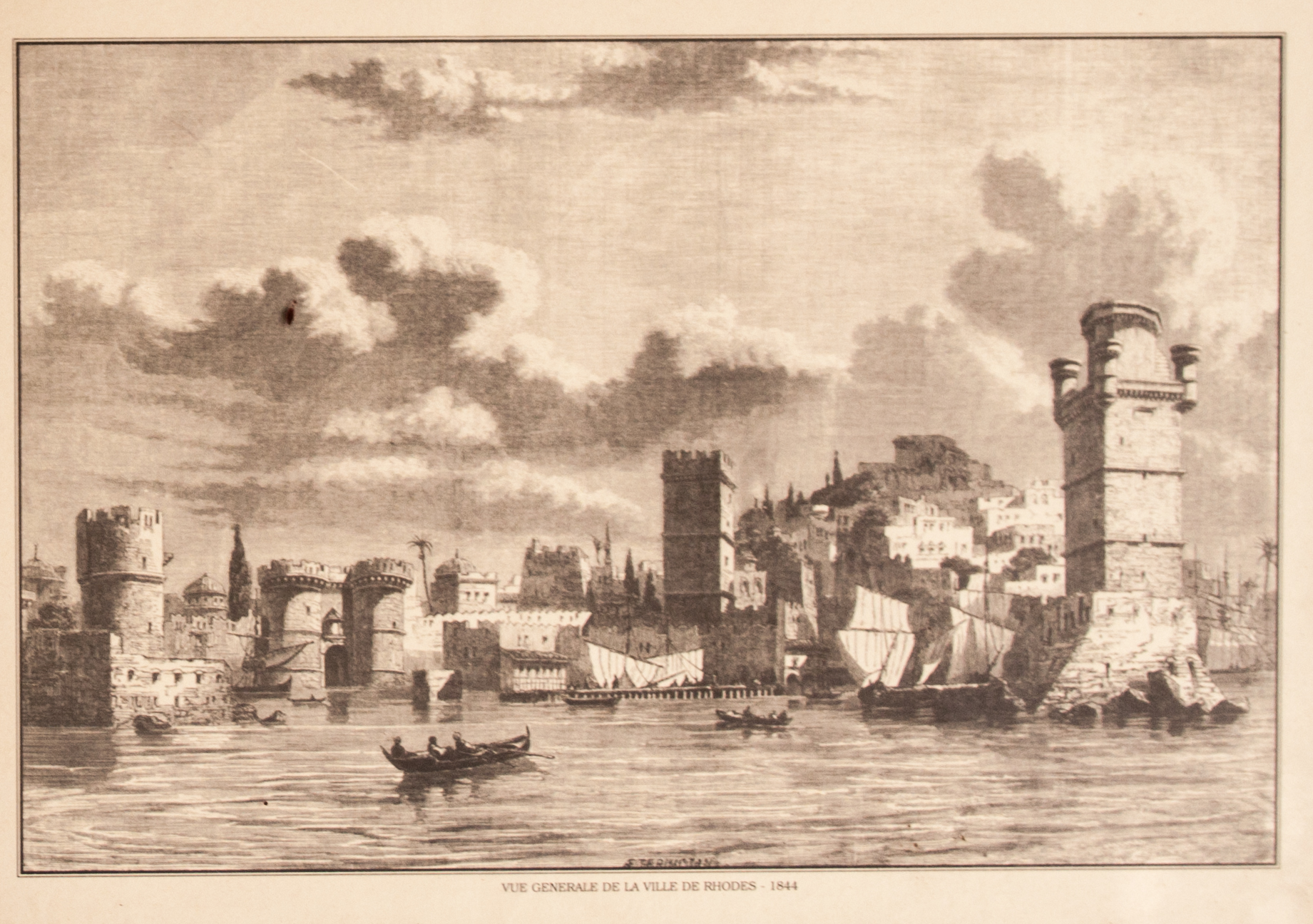
Rodosz látképe, 1844